# Ammotrechella bolivari
Ammotrechella bolivari är en spindeldjursart som beskrevs av Cândido Firmino de Mello-Leitão 1942. 
Ammotrechella bolivari ingår i släktet Ammotrechella och familjen Ammotrechidae. Inga underarter finns listade i Catalogue of Life.